# Kovanec
Kovánec (tudi nôvec) je denar v kovinski obliki, izdelan s kovanjem (od tod ime). Največkrat je okrogle oblike, lahko je tudi kak večkotnik. Uporablja se za majhne vrednosti valute, za večje se uporabljajo bankovci. Včasih so bili iz kovine, ki je imela ustrezno vrednost sama zase (zlato, srebro), danes pa so uporabljane različne cenejše zlitine.
Kovance zasledimo že v času Perzije in stare Grčije. 
Ljudje že od nekdaj zbirajo (stare) kovance, ta konjiček se imenuje numizmatika.
Vrednejše kovance ločujemo na: 
- srebrnike ali
- zlatnike,

odvisno od kovine, iz katere so izdelani.